# Бойна каска
Бойната каска e вид каска, част от персоналната защита, създадена да бъде използвана в бойни условия за защита на главата на участващия в бойните действия.

## История
Бойната каска (шлем) е една от най-старите форми на персонална защита на хората, които в миналото са участвали в някакъв вид бойни действия и е трябвало да защитят главата си и съответно мозъка си от наранявания, които могат да ги извадят от строя. Известно е, че са използвани още по време на Акадската империя и Шумерите през 23-тото столетие пр.н.е., от Микенската цивилизация до 17 век пр.н.е., в Асирия около 900 година пр.н.е., както и в Древна Гърция и Древен Рим. Почти непрекъснато се използват през средните векове до 17 век. Използваните материали за тях се променят в зависимост от използваните оръжия (мечове, саби, стрели и други), от които те трябва да предпазват и включват кожа, месинг, бронз и желязо. С появата и развитието на огнестрелното оръжие, значението на бойната каска намалява, но преди началото на Първата световна война се появява необходимостта от използването на стоманени каски. Това се доказва по-късно по време на бойните действия по време на войната, която е предимно окопна, и която показва, че е необходимо да се предпазват войниците от шрапнелите, както и камъни и пръст по време на обстрел. Основните воюващи страни разработват свои характерни версии на стоманена каска, като това са: френската каска (на английски: Adrian helmet), британската каска (на английски: Brodie helmet) и немската каска (на немски: Stahlhelm)
В днешно време военните често използват каски, изработени от висококачествени съвременни материали като кевлар, които предлагат много висока степен на зещита, включително и намаляване на шока при експлозия.

### Производство в България
В България преди Втората световна война през 1936 г. е доставена специална преса от Германия и необходимите инструменти за производството на българска каска, произвеждана от стомана и наречена модел М36. Каската е боядисана със зелена боя и има вътрешна част подобна на германската каска използвана през Първата световна война. През края на 60-те и началото на 70-те години е направена модификация (тип С).
- M36 каска тип А изглед отпред
- M36 каска тип А изглед отстрани
- M36 каска тип А изглед отзад
- M36 каска тип А отвътре
- M36 Каска тип С отпред
- M36 Каска тип С отстрани
- M36 Каска тип С отзад
- M36 Каска тип С отвътре

## В началото на 21-ви век
В края на 20-ти век и началото на 21-ви век в армиите се използват бойни каски, изработени от кевлар или тварон, които предлагат както по-добра защита и така също по-голям комфорт. В някои от каските е предвидена и шината Пикатини (на английски: Picatinny rail, служеща за закрепването на камери, видеонаблюдение и други.

### Галерия
- Армейска каска Mk 6
- Армейска каска MK6 с камуфлажно покритие
- Каска с ремък в две точки
- Каска с изрези за наушници
- Каска с изрези за наушници – армейски с тактически слушалки
- Тактическа каска и закрепване от типа NVG (отпред в центъра), и странични рейки
- Каска с държател от типа NVG (в центъра)
- Тактическа каска, добре се вижда специфичната чантичка на задната страна на каската

### Стандарт на НАТО
Средствата за индивидуална защита се изпитват в съответствие със стандарт STANAG 2920. Така например при обстрелване на каска е установено, че имитация на осколка с маса 1,1 г. параметърът V50 (средната скорост, при която средството на защита е пробито изцяло в 50% от случаите) е 680 м/с.